# Hypoponera gracilicornis
Hypoponera gracilicornis är en myrart som först beskrevs av Menozzi 1931.  Hypoponera gracilicornis ingår i släktet Hypoponera och familjen myror. Inga underarter finns listade i Catalogue of Life.